# 日本甲殻類学会
日本甲殻類学会（にほんこうかくるいがっかい；英語名称 Carcinological Society of Japan）は、甲殻類に関する諸種の研究を行い、会員相携えて甲殻類 学の進歩と普及を図ることを目的として1961（昭和36）年４月に発足した。

## 歴史[2]
- 1961年４月　学会発足.　会長に酒井恒氏就任.　学会事務所を小田原甲殻類博物館に設置
- 1961年11月　第１回大会を横浜国立大学岩実験所で開催
- 1963年11月　「甲殻類の研究」創刊号刊行
- 1972年11月　「日本甲殻類学会ニュース」創刊号刊行
- 1980年11月　小田原利光氏により日本甲殻類学会運営の助成を目的として小田原記念甲殻類研究基金を創設
- 1986年11月　三宅貞祥氏を会長に選出

- 1991年10月　「CANCER」創刊号刊行
- 1993年10月　「甲殻類の研究」を「Crustacean Research」と改題し発行
- 1998年11月　鈴木博氏を会長に選出
- 2002年８月　馬場敬次氏を会長に選出
- 2008年８月　渡邊精一氏を会長に選出
- 2009年９月　第47回大会が The Crustacean Society と合同で開催された
- 2011年８月　朝倉　彰氏を会長に選出
- 2014年９月　第52会大会がInternational Association of Astacologyと合同で開催された

## 大会[3]
年１回の大会を実施している。また随時シンポジウムを開催している。
- 大会の履歴リスト
- 主なシンポジウム

## 学会誌
英文誌　
- Crustacean Research
- Crustacean Research, Special Number

和文誌
- Cancer

## 学会賞[6]
- 学会論文賞
- 若手優秀口頭発表賞
- 若手優秀ポスター発表賞

受賞者リスト